# Dějiny Říma

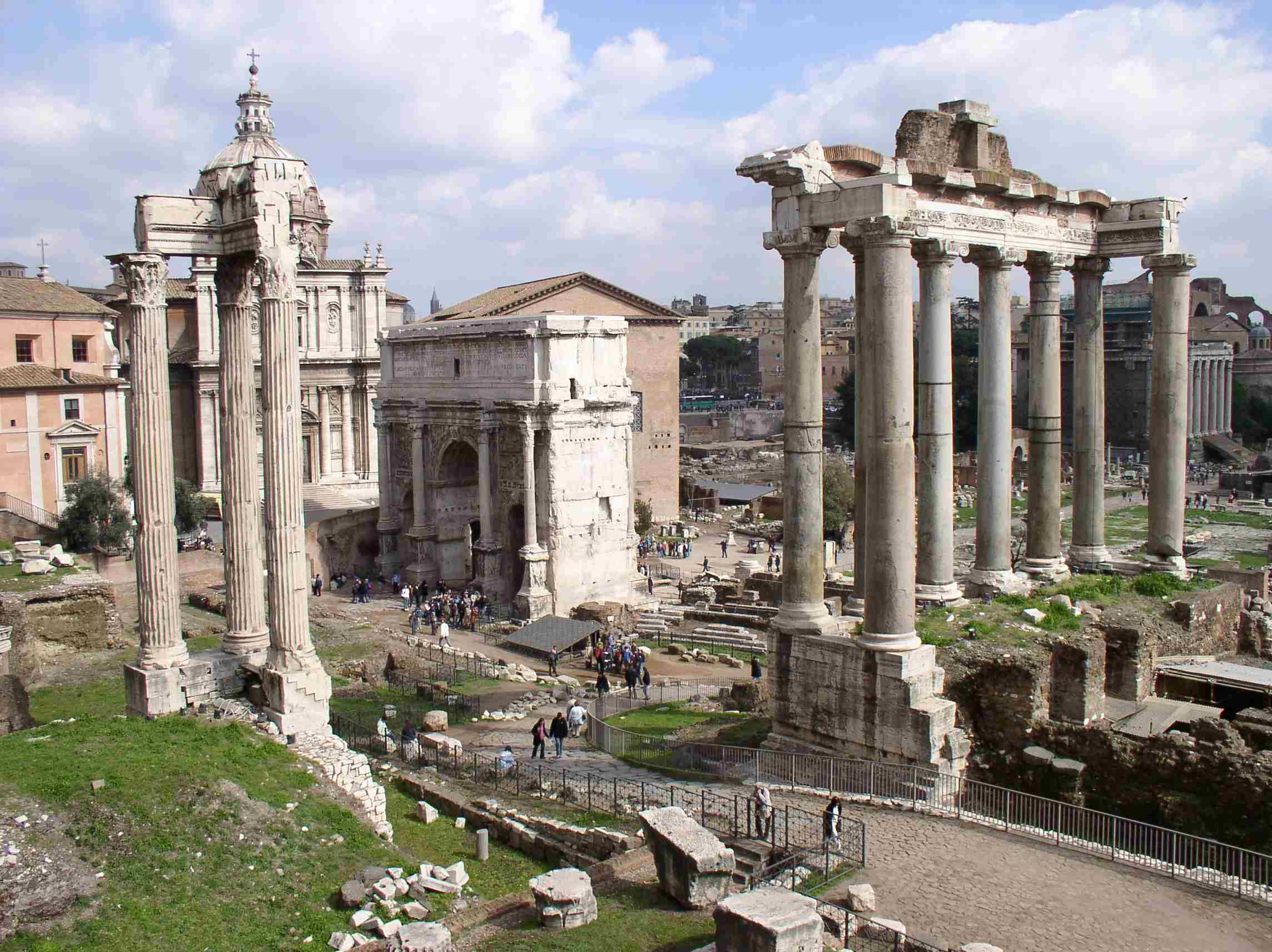
Pohled na dnešní Forum Romanum

Dějiny města Říma zahrnují období asi 2800 let od počátků města v 9. století př. n. l. přes rozmach antického Říma a Říma jako hlavního města papežského státu ve středověku až po současné hlavní město Itálie.

## Založení Říma

### Pověsti o založení Říma
Aeneas, syn dardanského krále Anchíse a bohyně lásky Venuše, patřil k nejstatečnějším obráncům Tróje. Unikl z hořícího města spolu se svým otcem Anchisem a synem Askaniem. Podle Diova příkazu si měl nový domov hledat v Itálii. Po sedmileté dobrodružné plavbě vplul do ústí Tibery a založil tam město Lavinium, které nazval podle své manželky Lavinie, dcery místního krále Latina. Aeneův syn Ascanius, zvaný též Iulus (od něj odvozoval svůj původ rod Iuliů, z nějž pocházel Caesar), založil pak město nové, Alba Longu, přímého předchůdce Říma. Dvanáctým nástupcem Askania byl král Prokas, který měl dva syny, staršího Numitora a mladšího Amulia. Amulius po smrti svého otce sesadil z trůnu svého staršího bratra Numitora, dal popravit jeho syny a dceru Rheu Silvii přinutil stát se kněžkou bohyně Vesty. Rhea Silvia sice jako kněžka slíbila věčné panenství, podlehla však bohu války Martovi a porodila mu dvojčata Romula a Rema.

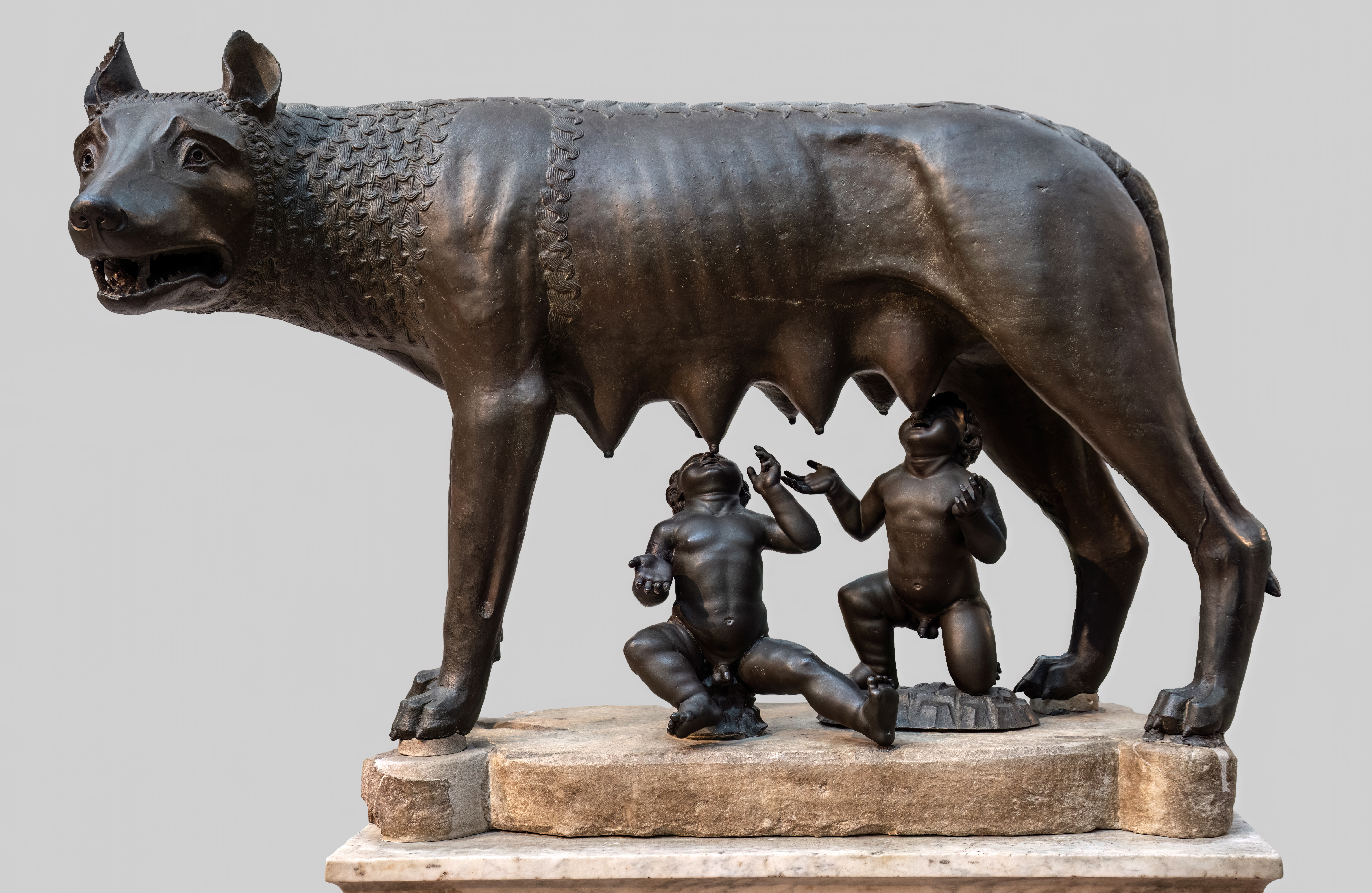
Vlčice s Romulem a Remem (bronz, 13. století)

Podle pověsti byl Řím založen 21. dubna 753 př. n. l. v ústí řeky Tibery v oblasti zvané Latium [lácium] záhadnými Etrusky. Tuto pověst uvádí jako první římský historik Varro, který žil v 1. století př. n. l.
Jakmile se Amulius dozvěděl o narození případných uchazečů o trůn, dal je v koši vhodit do Tibery. Koš se ale zachytil u břehu a plačící chlapce odnesla a odkojila vlčice (podle jiných verzí prostitutka – lupa) žijící na Palatinském pahorku. Našel je však Amuliův pastýř Faustulus a vychoval je spolu se svými dvanácti syny. Při potyčce s Numitorovými pastýři na Aventinu byli oba bratři zajati a předvedeni před svého děda. Numitor v nich poznal své vnuky, poslal je do Alba Longy, kde Romulus a Remus spolu se svou družinou Amulia zabili a předali vládu Numitorovi. Bratři nechtěli čekat, až jim jejich děd uvolní trůn, a rozhodli se založit na Palatinu město nové.
Vzali pluh a vyorali kolem příštího města brázdu. Uprostřed města vykopali čtvercovou jámu a vložili do ní obětiny a pluh. Každý z bratrů toužil, aby nové město neslo právě jeho jméno. Rozhodli se tedy vyčkat znamení z letu ptáků. Remus spatřil jako první šest supů a dožadoval se vítězství. Ještě dříve než mohli věštci výrok vynést, uviděl Romulus supů dvanáct. Mezi bratry vznikla hádka, v níž byl Remus zabit. Podle jiného podání zahynul Remus až později, když přeskočil Romulovy hradby, aby ho urazil. Ať už tomu bylo jakkoli, nové město dostalo jméno Romulovo – Roma.
Podle jiné poměrně populární pověsti někteří Trójané uprchli na lodích a větry byli zahnáni k Etrurii, kde zakotvili v údolí řeky Tibery. Protože jejich ženy měly dost putování po moři, na radu Rómy (pravděpodobně nejinteligentnější z nich) zapálily lodě. Trójanům tedy nezbylo než se tam usadit a založit město. Když se jim začalo dobře dařit, pojmenovali město po Rómě.

### Historické založení Říma

Sedm pahorků starověkého Říma

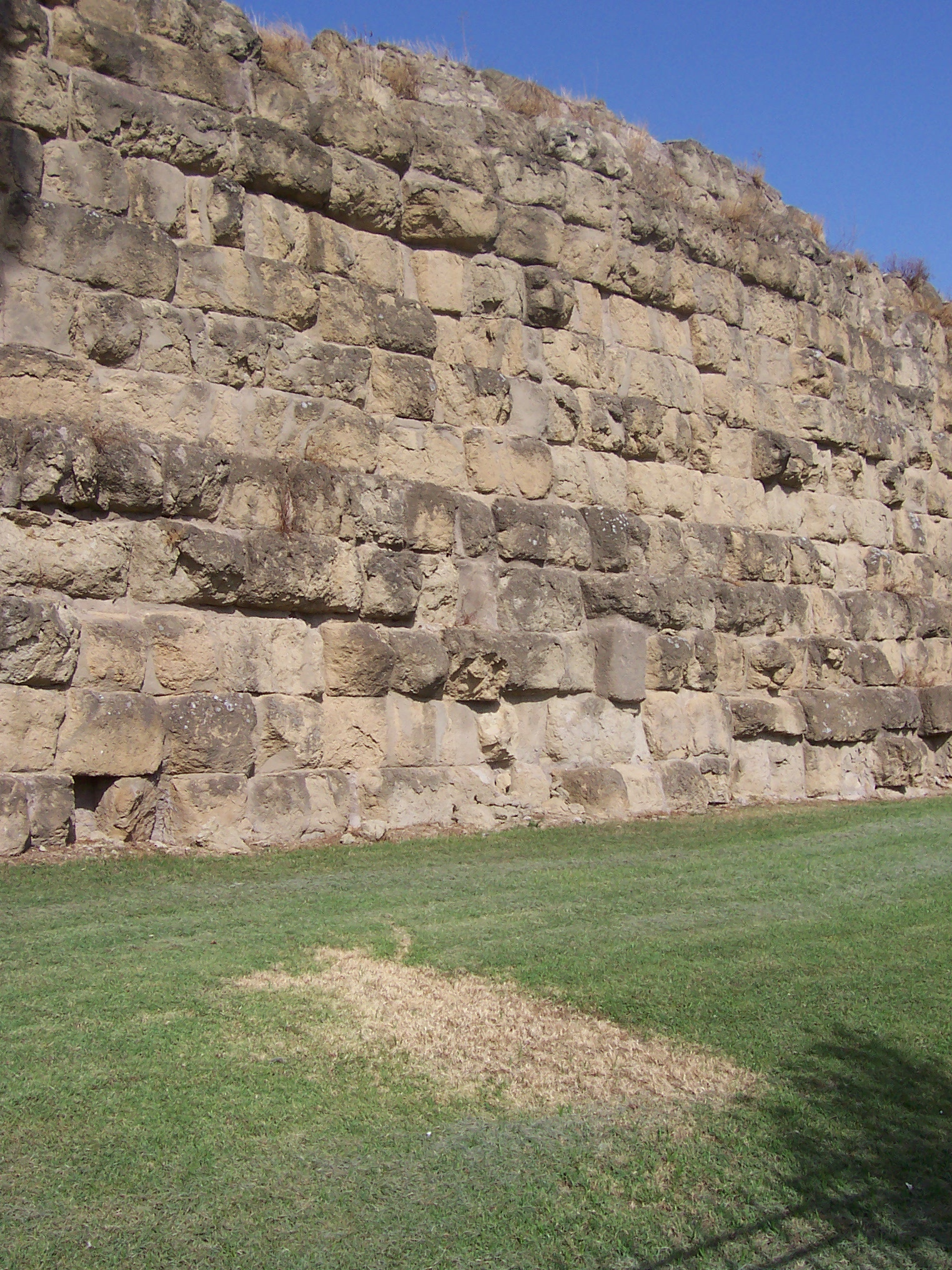
Serviova hradba u nádraží Termini

Některé prvky pověsti o založení Říma podpořila archeologie: oblast Latia byla osídlena pastevci, kteří žili na pahorcích, neboť údolí byla močálovitá. Osídlení na území Říma je doloženo již v 16. století př. n. l., to znamená v době bronzové, a to zvláště na pahorcích Palatin a Kapitol. Esquilin, kdežto Kvirinál a Viminál byly osídleny od 9. století kmeny Sabinů. V polovině 8. století došlo ke splynutí osad na Eskvilinu a Palatinu, což se stalo základem Říma jako sídliště městského typu. Dokladem nejstaršího osídlení Palatinu jsou tzv. Romulovy chýše (díry vyplněné světlejší hlínou než okolní půda), což jsou podle archeologů pozůstatky podpěrných kůlů tří dávných chýší.
Město Řím vzniklo pravděpodobně spojením osad Sabinů a Latinů. Římané osídlili čtyři pahorky: Palatin, Esquilin, Viminál a Kvirinál. Jejich kulturu a zřízení ovlivňovali Etruskové a název pravděpodobně pochází od jména vlivného rodu Etrusků Ruma. Tyto osady se sjednotily pravděpodobně až v 6. století před naším letopočtem.

## Starověk

### Království a republika

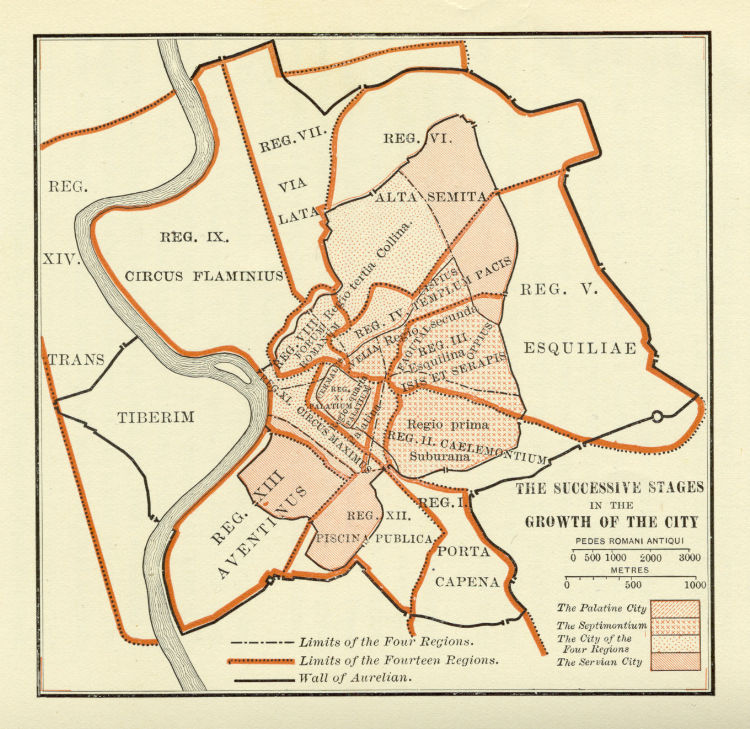
Starověké čtvrti Říma

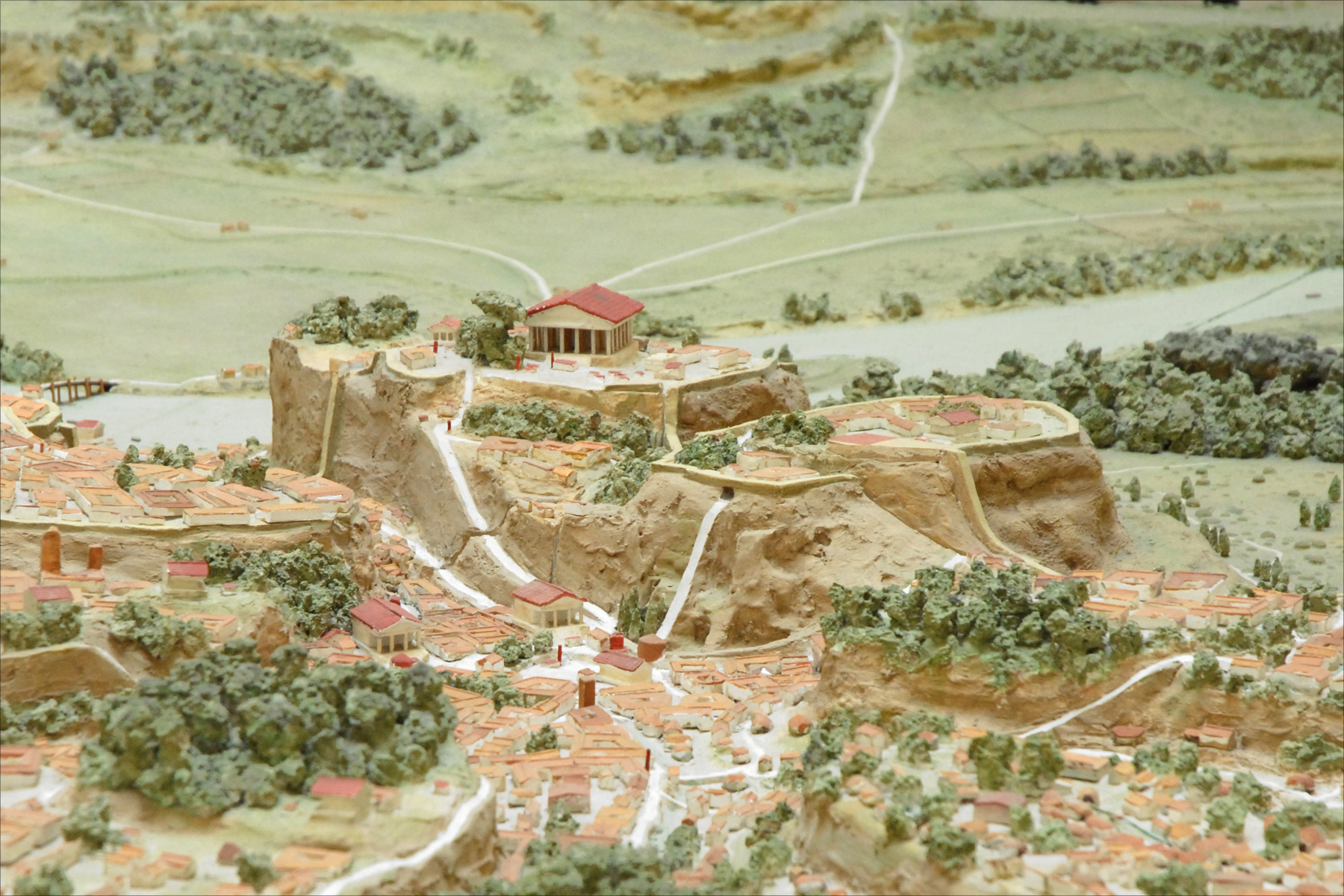
Model staršího Říma, detail Kapitolu

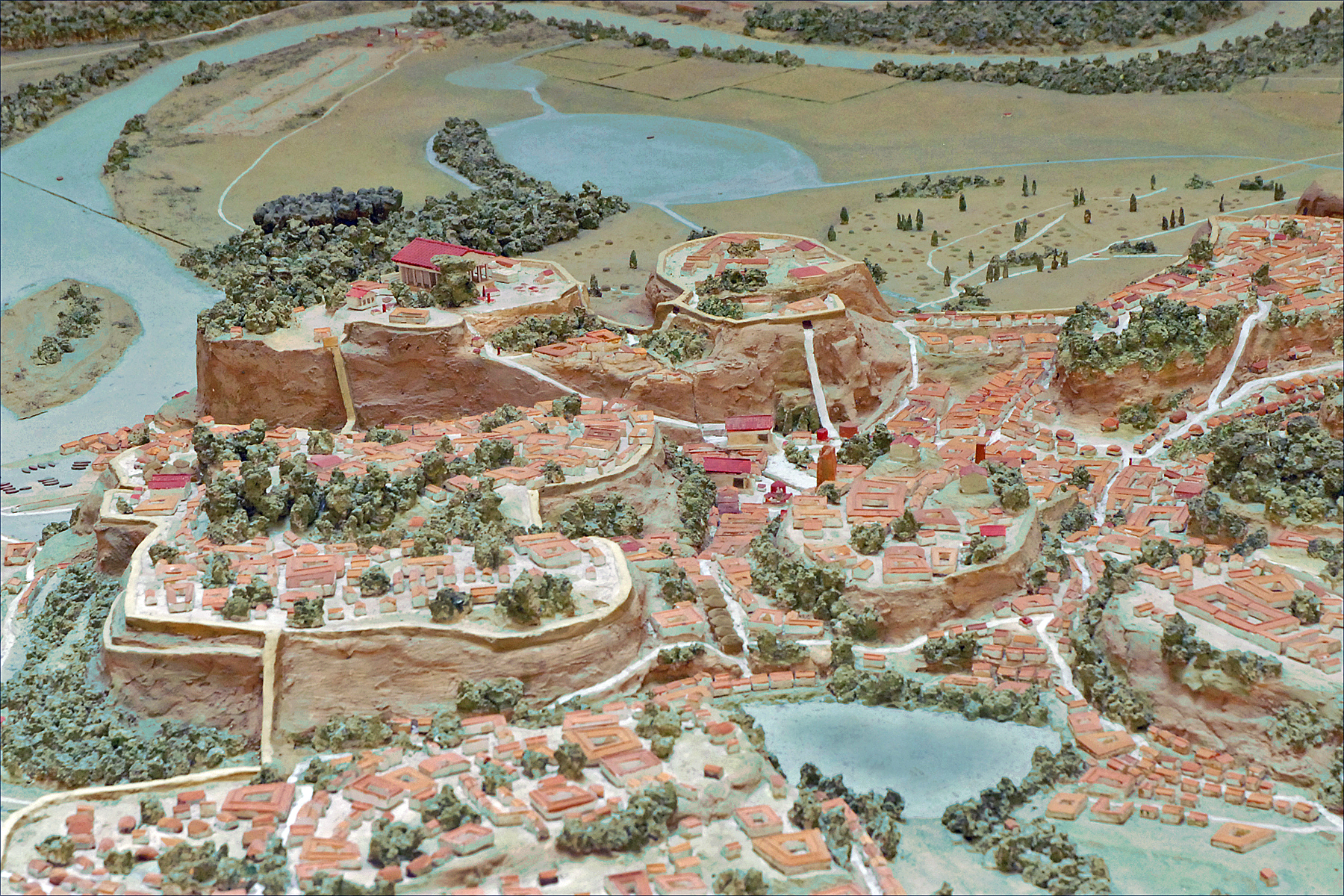
Celkový pohled na model města

Na počátku svých dějin byl Řím královstvím. Prvním jmenovaným – z převážně legendárních – následovníků Romula je Titus Livius Numa Pompilius. Po vyhnání posledního etruského krále Tarquinia Superba – údajně v roce 509 př. n. l. – se kolem roku 475 př. n. l. stal Řím republikou. Následující období bylo poznamenáno boji mezi patricii a plebejci, který vyvrcholil v roce 494 př. n. l. Plebejové si vynutili vznik lidového shromáždění a zavedení tribuna lidu, který měl velké pravomoci a chránil jejich zájmy. V roce 449 př. n. l. byly poprvé sepsány římské zákony, tak zvaný Zákon dvanácti desek. Až do poloviny 3. stol. si plebejové získali přístup do všech úřadů, včetně úřadu konzula.

### Císařský Řím (27 př. n. l. – 395/476)

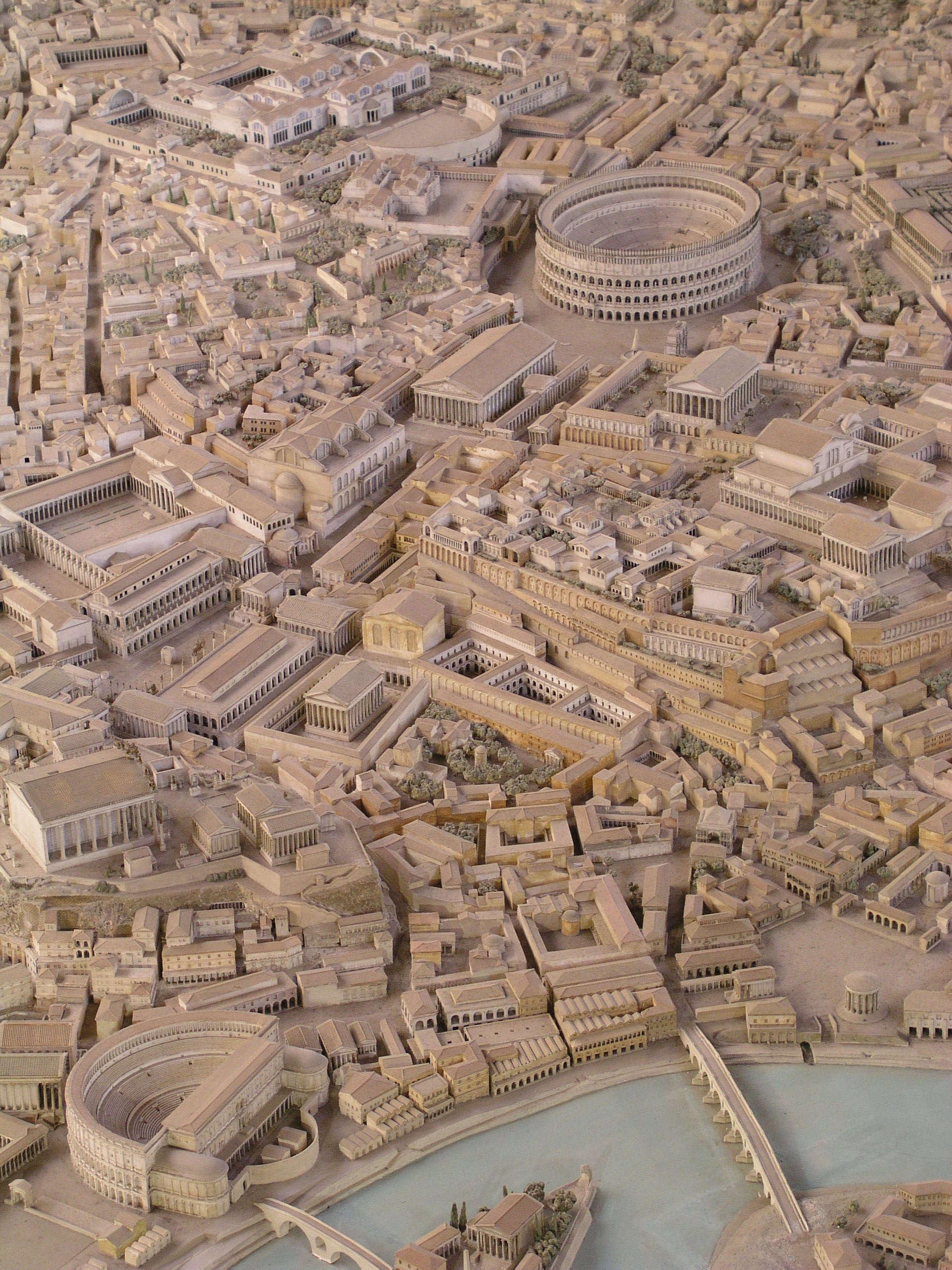
Model císařského Říma v době Konstantina I.

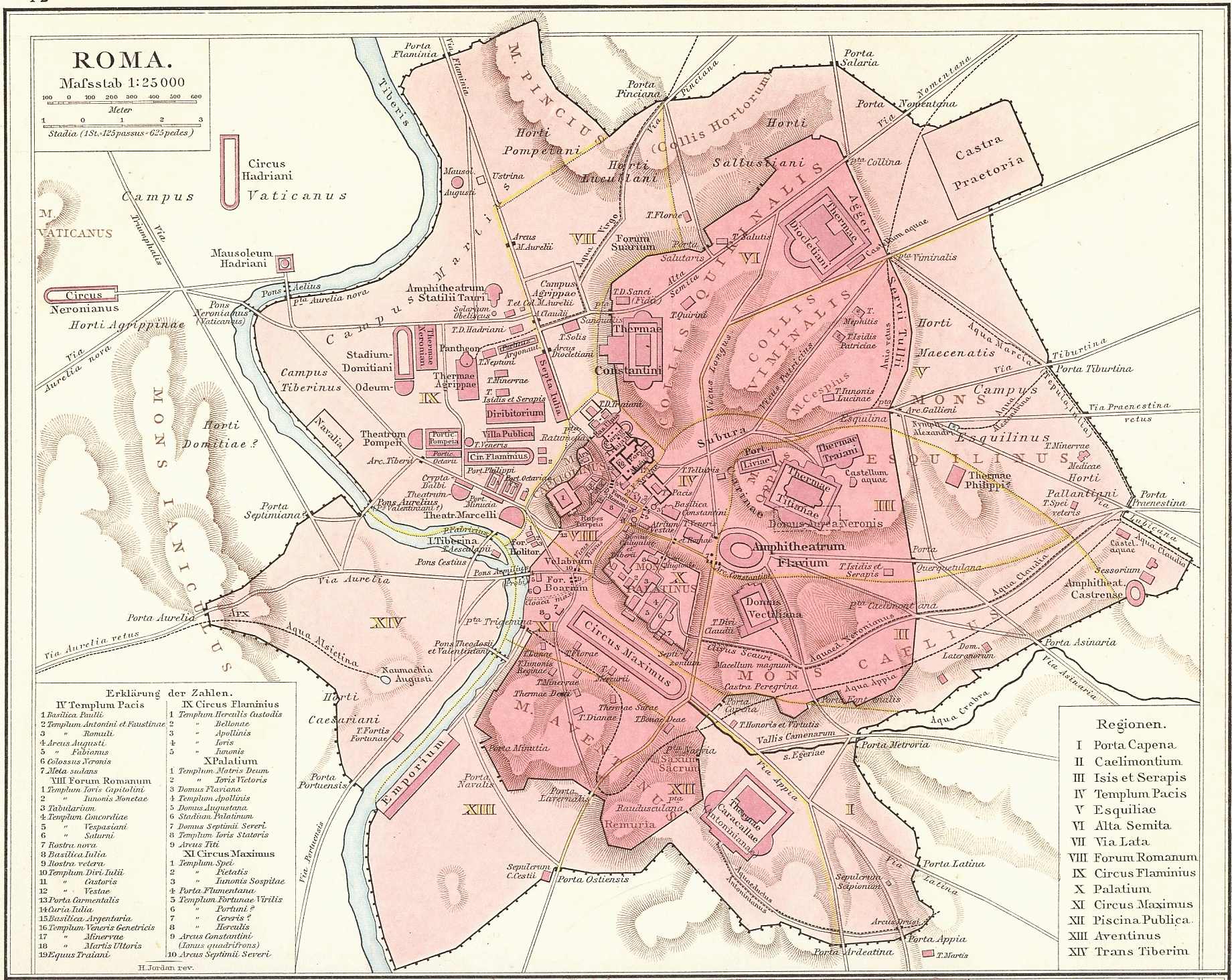
Císařský Řím. Tmavší oblast je území uvnitř hradeb ze 4. stol. př. n. l., světlejší uvnitř hradby z roku 275

Zásadní posun republiky k císařství byl výsledek působení Julia Caesara, z jehož jména se později stal titul caesar. Prvním císařem však byl až jeho adoptivní syn Augustus. Následoval rozvoj moci římské říše, která své maximální rozlohy dosáhla za císaře Traiana (98–117 n. l.). Zásadně tím vzrostl význam ochrany hranic rozsáhlého impéria a tím i periférie, což vedlo ve 3. století ke krizi císařství. Krizi řešil Diocletianus (284–312) ustanovením dominátu, vlády čtyř tetrarchů.
Vládu nad celou říší znovu získal Konstantin I. Veliký, který hlavní město přenesl z Říma do Byzantia, po něm pak nazvaného Konstantinopol. Celá říše se definitivně rozdělila v roce 395 na Východořímskou říši, později zvanou Byzantskou říši, s centrem v Konstantinopoli a Západořímskou říši s centrem v Římě. Západořímská říše prodělávala krizi, o které svědčí i dvojí vyplenění Říma v roce 410 a 455. Za zánik Západořímské říše je tradičně pokládán rok 476, kdy germánský vojevůdce Odoaker sesadil nedospělého císaře Romula Augusta.

## Středověk
Ve středověku byl Řím v západním světě navazujícím na odkaz Římské říše vnímán stále jako pomyslné centrum světa. Především byl sídlem papeže, hlavy západní církve a od 8. století hlavní město Papežského státu. V roce 800 se zde Karel Veliký nechal korunovat na císaře obnovené římské říše. V této tradici pak pokračovali panovníci Svaté říše římské, pro které byla korunovace v Římě podmínkou pro nárok na císařský titul. V rámci rozdrobeného území Apeninského poloostrova ale vedle Říma vznikala nová mocenská centra, jako byla Ravenna, Benátky, Milán či Florencie.

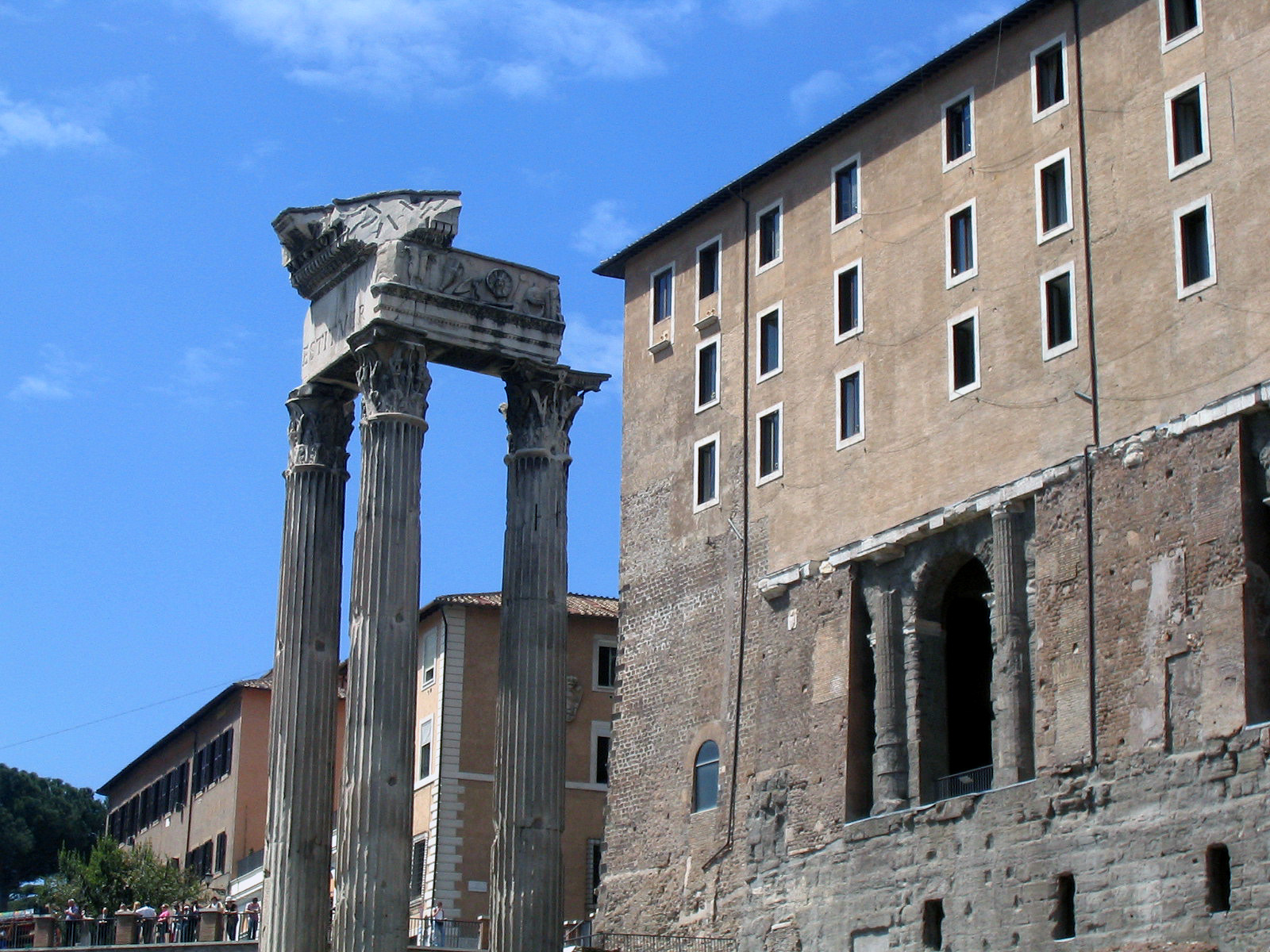
Středověká a renesanční budova senátu

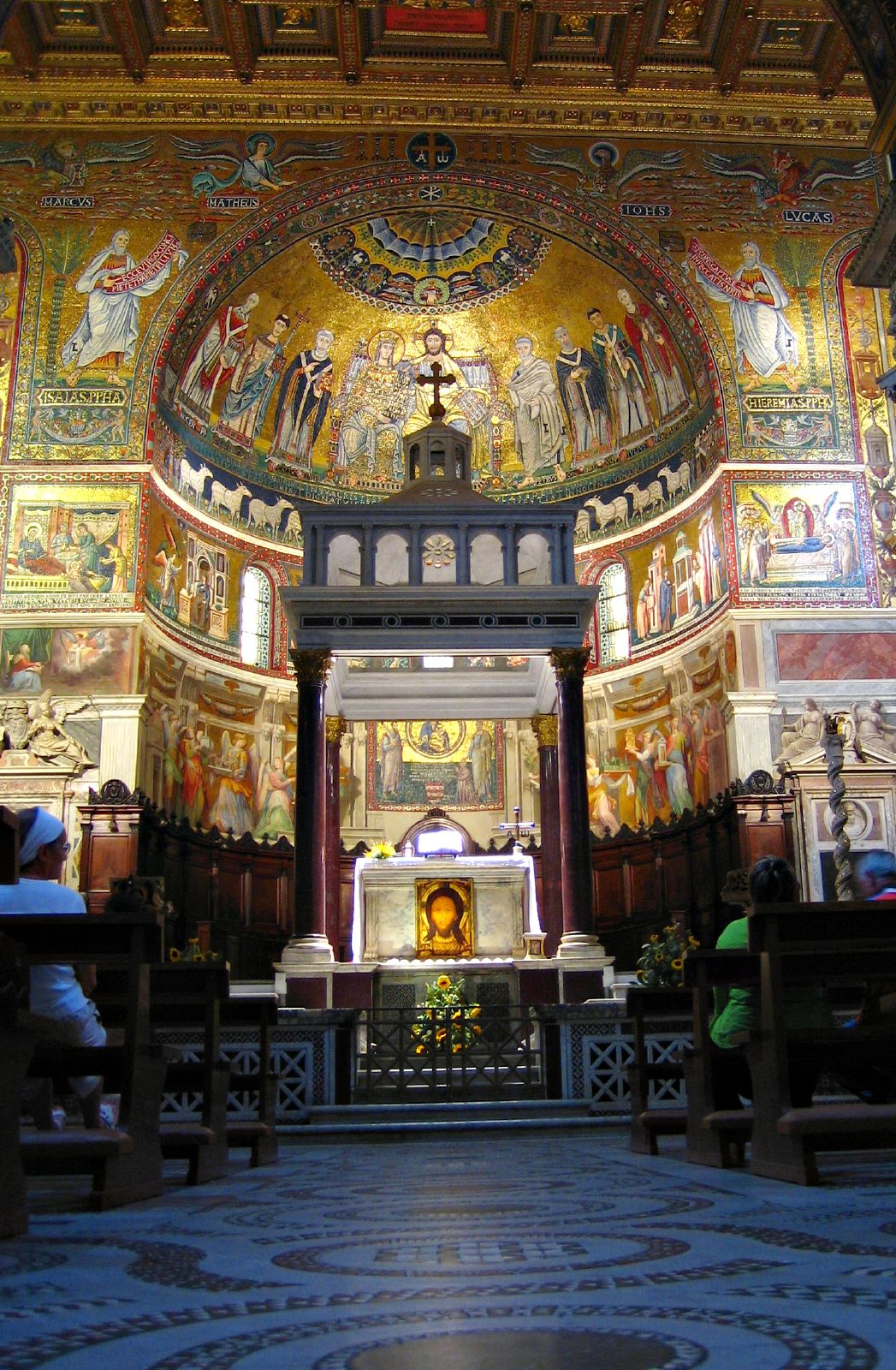
Interiér baziliky Panny Marie v Trastevere

- 484 – oprava Flaviovského amfiteátru
- 493–526 – vláda Theodoricha Velikého, poslední etapa pozdní antiky, kulturní rozkvět
- 496 – Anastasius II. byl prvním papežem, který užíval titul pontifex maximus (nejvyšší kněz)
- 507–511 – oprava Pompejova divadla
- 508 – oprava Flaviovského amfiteátru
- 523 – poslední doložené hry ve Flaviovském amfiteátru
- 534 – Řím má stále okolo 100 000 obyvatel
- 535–554 – Byzantsko-gótské války – konec pozdní antiky v Římě, pokles počtu obyvatel na cca 50 000, původní městské obyvatelstvo částečně nahrazují vesničané
- 536 – obyvatelstvo vítá východořímského vojenského velitele Belisara jako osvoboditele
- 537 – Ostrogóti při obléhání ničí akvadukty, konec provozu římských lázní
- 546 – Řím dobyt a vypleněn ostrogótským králem Totilou, většina obyvatel vyhnána či povražděna
- 549 – Totila zve přeživší Římany zpět do města, zahajuje opravy města; poslední doložené závody vozatajů
- 552 – město znovu dobyto Římskou říší
- 554 – konec Gótských válek, Řím s konečnou platností opět připojen k Římské říši, vydání pragmatické sankce, postupně opraveny jen některé akvadukty, Justinián I. a generál Narses se snaží městu navrátit předválečný lesk
- 568 – vpád Langobardů do Itálie, konec mírného oživení od konce gótských válek
- 584 – Řím se stává součástí tzv. Ravennského exarchátu, těžiště byzantské moci rozprostřeno mezi Římem a Ravennou skrze silnici Via Flaminia
- 580 – poslední doložená zmínka o římském senátu
- 590 – záplavy a mor
- 590–604 – papež Řehoř I. upevnil papežství
- 7. století – město si minimálně až do roku 663 drží svůj antický vzhled, moc stále více přechází do rukou papeže, papežové opravují některé akvadukty, senát v první třetině 7. století nahrazen neformálnější rodovou radou, stavba kostelů v byzantském duchu, začátek příchodu většího počtu poutníků
- 600 – město má snad opět okolo 100 000 obyvatel, počet obyvatel však rychle klesá
- 608 – papež na Foru Romanu vztyčuje Fokův sloup – dar a poděkování císaři za předána Pantheonu do rukou papeže, poslední antická památka ve městě
- 609 – Pantheon je obnoven a vysvěcen na křesťanský kostel
- 630 – budova senátu přeměněna na kostel
- 663 – římský císař Constans II. navštívil Řím, nechá budovy a sochy zbavit drahých kovů, které použije pro nalezení prostředků na boj proti Arabům, Řím postupně ztrácí svůj antický vzhled vlivem rozebírání antických budov na stavební materiál či přírodních katastrof
- polovina 7. – 8. století – slavná fóra se mění v ruiny
- 751 – dobytím Ravenny Řím přestává být součástí Římské říše
- 772 – 795 – pontifikát Hadriána I., nechá opravit akvadukt Virgo
- 778 – Karel Veliký, franský král, dobývá severní Itálii
- 9. století – definitivní konec využívání římských akvaduktů – nedostatek prostředků na opravy, pokles obyvatel z 50 000 na 30 000 dále nutnost akvaduktů nevyžadoval
- 800 – Karel Veliký je korunován na císaře v bazilice sv. Petra, město má okolo 50 000 obyvatel
- 852 – Po nájezdu Saracénů je Vatikán opevněn hradbami
- 962 – Východofranský král Ota I. Veliký je korunován císařem, a obnovuje tak středověkou římskou říši, pro niž se později ujal název Svatá říše římská
- 1000 – Řím má pouze okolo 30 000 obyvatel
- 1108 – Přestavba San Clemente
- 1143 – obnoven senát, začátek politických bojů o město
- 1191–1193 – senát výrazně omezen, v některých obdobích působí v Římě jen jeden senátor
- 1200 – Řím získal statut svobodného města
- 1300 – Papež Bonifác VIII. vyhlašuje první svatý rok.
- 1309 – Papež Klement V. se stěhuje do Avignonu, největší úpadek města od dob gótských válek
- 1347 – Cola di Rienzo se pokouší obnovit římskou republiku
- 1348 – zemětřesení vážně poškodilo Colosseum
- 1350 – Město postihla morová epidemie
- 1377 – Papež Řehoř XI. se vrací do Říma, město nachází v ruinách

## Novověk

### Renesance

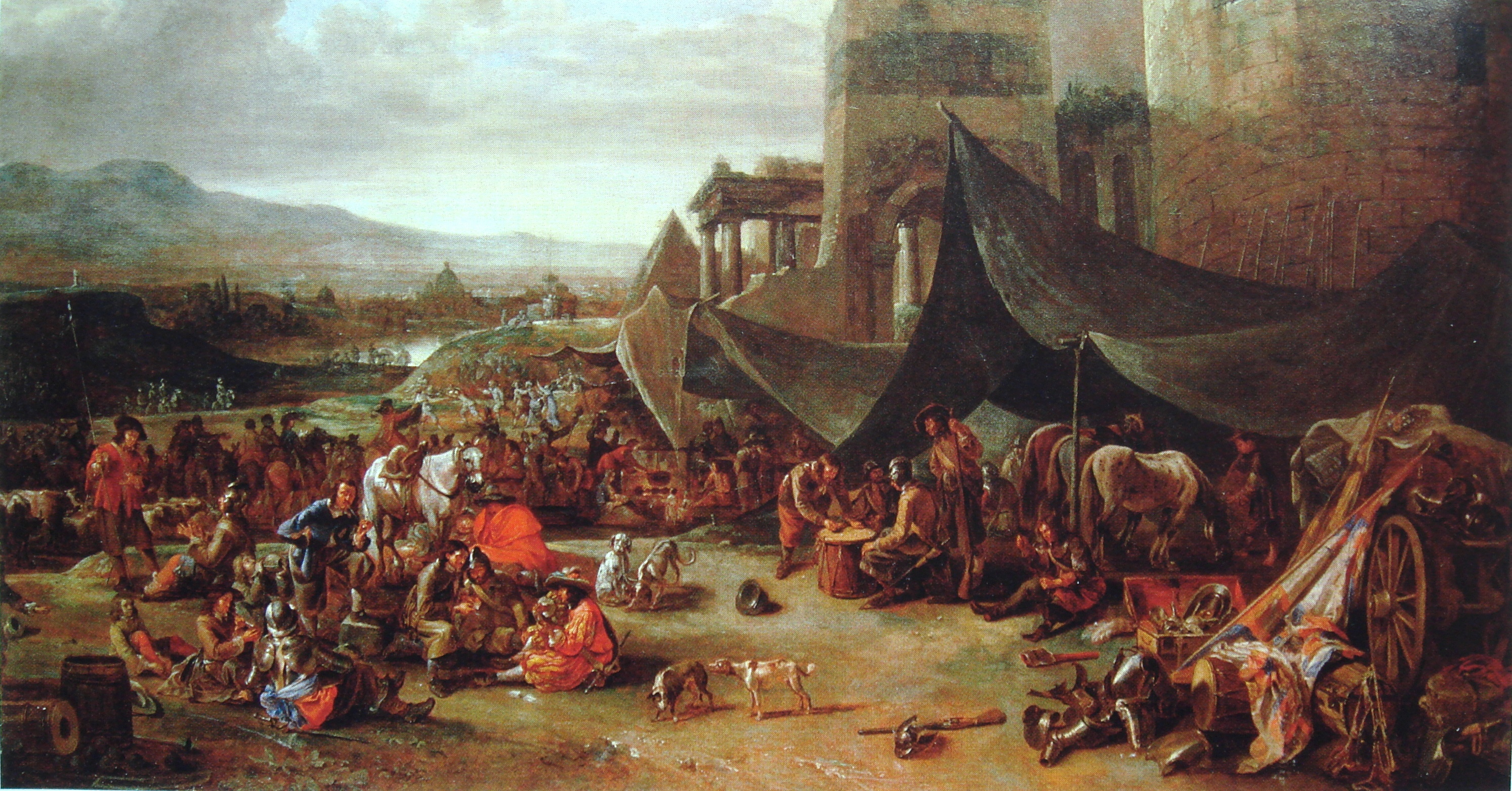
Vyplenění Říma v roce 1527, J. Lingelbach, 17. století (v osobní sbírce)

Papež Mikuláš V. se rozhodl učinit z Říma sídlo hodné hlavy křesťanské církve, což motivovalo velký stavební rozmach města. Roku 1451 vydal bulu o přestavbě již chátrající baziliky sv. Petra, která začala o rok později, ale zastavila se po Mikulášově smrti v roce 1455. Na jeho úsilí navázali renesanční papežové Julius II. a Lev X., kteří žili v přepychu a vedli nákladné dvory. Z podnětu Julia II. byl roku 1506 položen základní kámen ke stavbě nové baziliky sv. Petra, stavba byla dokončena roku 1629, kdy také došlo k jejímu vysvěcení.
Soupeření Habsburků a francouzských králů o dobytí Itálie, která začalo koncem 15. století, vedlo roku 1527 k tzv. Sacco di Roma – vyplenění města německými lancknechty císaře Karla V. Během něho bylo zničeno mnoho památek, počet obyvatel klesl na 30 tisíc a papež Klement VII. byl dokonce zajat.
Vyrabování Říma německou soldateskou v roce 1527 je považováno za konec římské renesance. Dočasná stagnace však byla rychle překonána a motivovala novou výstavbu, která se však již nesla v barokním duchu. V té době měl Řím kolem 100 tisíc obyvatel a stavělo se zde mnoho nových kostelů.

### Baroko
Barokní výstavba dala vzniknout mnoha novým stavbám, a to nejen církevního, ale také světského charakteru, ať šlo o paláce nebo fontány, kterými je barokní Řím přímo proslulý. Významné zakázky na barokní stavby a umělecká díla pocházely od známých papežů 17. století, především od Urbana VIII. z římského rodu Barberini, který podporoval slavného architekta Giana Lorenza Berniniho, a Inocence X. z rodu Pamphili, mecenáše Francesca Borrominiho.
Oba umělci ozdobili Řím a Vatikán mnoha uměleckými díly. Bernini například vybudoval kolonádu na náměstí sv. Petra ve Vatikánu, fontánu Čtyř řek na Piazza Navona, vyzdobil Andělský most plastikami andělů s nástroji Kristova umučení a lateránskou baziliku sv. Jana sochami apoštolů v nadživotní velikosti. Dílem Borrominiho je barokní úprava lateránské baziliky, průčelí kostela S. Agnese in Agone na náměstí Piazza Navona nebo palác instituce De Propaganda Fide poblíž Piazza di Spagna. Malými uměleckými skvosty jsou barokní kostelíky Sant´Andrea del Quirinale (Bernini) nebo S. Ivo della Sapienza a S. Carlo alle Quattro Fontane (Borromini).
V době baroka došlo k modernizace města: zmizely úzké křivolaké uličky a místo nich vznikly široké ulice s průhledy. Na druhé straně bylo odstraněno mnoho zbytků antických staveb, které byly rozebrány na stavební materiál.
V roce 1534 bylo v Římě založeno Tovaryšstvo Ježíšovo, jehož hlavním úkolem bylo čelit reformaci. V letech 1568–1584 vystavěl Michalangelův žák Vignola a jeho pokračovatel Giacomo della Porta v Římě první jezuitský kostel Il Gesú, který je zároveň považován za první barokní architekturu vůbec. Jedná se o typickou stavba protireformace – jednoduchá rozlehlá hlavní loď bez sloupoví s postranními kaplemi a kazatelnami umožňují oslovit početné publikum a společnou modlitbu i intenzívní modlitbu jednotlivců v kaplích.
Roku 1732 zahájil architekt Nicola Salvi výstavbu nejslavnější římské fontány di Trevi (stavba byla dokončena 1762 po jeho smrti). V letech 1723–1726 byla postavena další turistická atrakce soudobého Říma Španělské schody, které se již v 19. století staly místem schůzek umělců a modelek.
Opuštěné starověké stavby byly po staletí zdrojem stavebního materiálu, v době baroka začaly být konečně ceněny pro svoji historickou hodnotu, objevovány, opravovány a ukládány do sbírek. Bylo založeno první veřejné muzeum.

## Řím a sjednocení Itálie

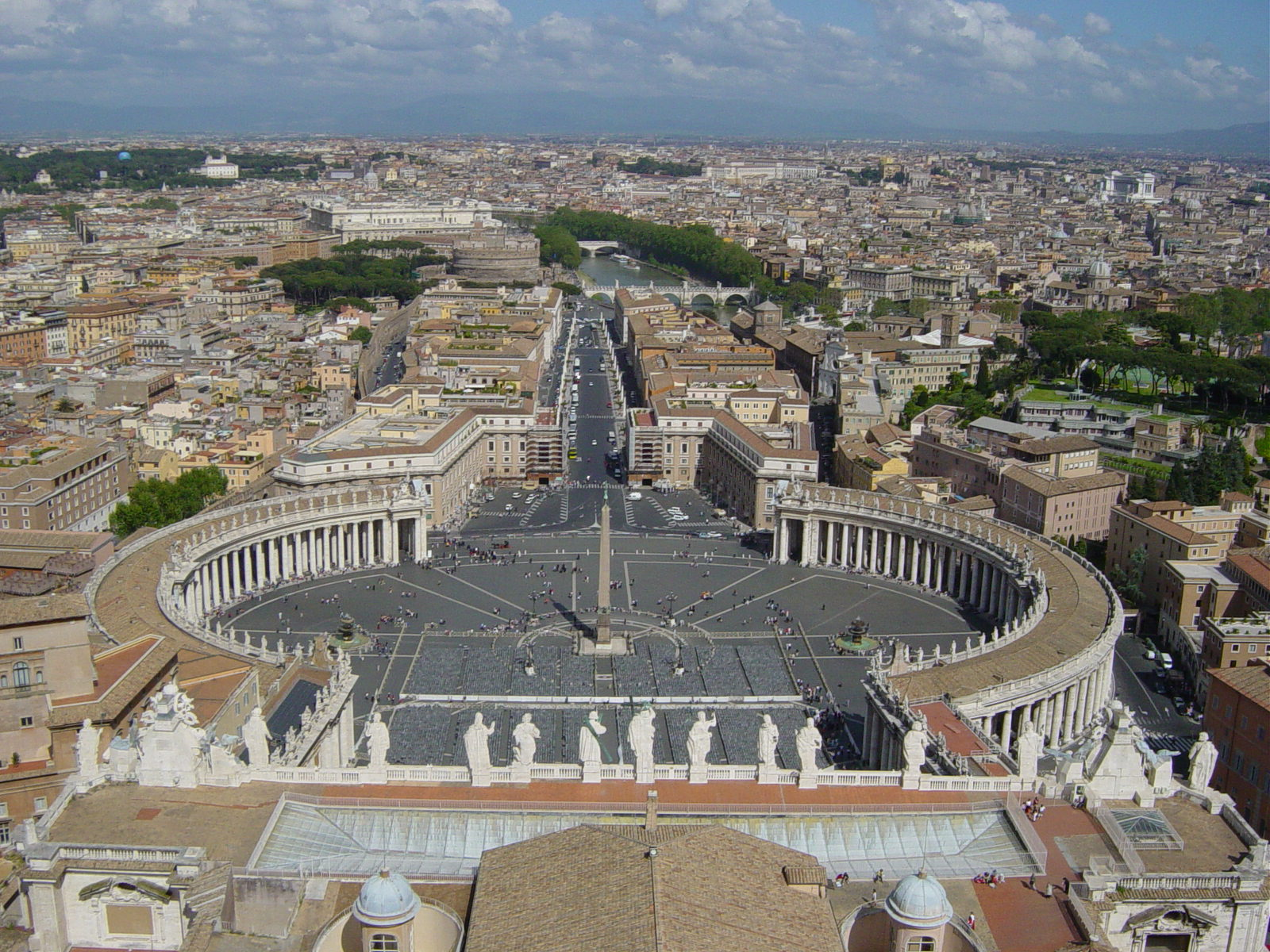
Pohled na Řím z kopule chrámu sv. Petra

Roku 1798 obsadila Řím napoleonská vojska a papež Pius VI. byl deportován do vyhnanství. Poté došlo k vyhlášení římské republiky, která existovala jen pouhý rok – 1799 byli Francouzi vyhnáni z Itálie Rakušany a Rusy. 1800 porazil Napoleon Rakušany v bitvě u Marenga a Francouzi znovu obsadili Itálii a provedli zde řadu změn. Když nastoupil roku 1800 na papežský stolec Pius VII., uzavřel s Napoleonem konkordát, aby zabránil zničení Říma. Město však bylo roku 1803 znovu obsazeno Francouzi a papežský stát se stal součástí francouzského císařství. 1804 navštívil Pius VII. Francii, kde se zúčastnil Napoleonovy císařské korunovace. Přesto v roce 1809 Francouzi papeže zajali a deportovali do vyhnanství. Teprve vídeňský kongres v letech 1814–1815 vrátil moc nad Římem a papežským státem Piu VII.
Pod vlivem francouzské revoluce a napoleonských tažení se v Itálii formovalo od počátku 19. století hnutí za osvobození Itálie z cizí nadvlády. Jeho přívrženci, zklamaní v naději, že se jim dostane francouzské pomoci, ustanovili roku 1807 tajné organizace revolucionářů tzv. karbonářům kteří iniciovali řadu povstání.
Počátkem nové etapy národního a osvobozeneckého hnutí se stalo založení organizace Mladá Itálie, u jejíhož zrodu stál Giuseppe Mazzini. O něco později, roku 1847 založil Camillo Cavour v Turině časopis Il Risorgimento, kolem kterého se formovalo hnutí za osvobození a sjednocení Itálie. Velké naděje byly vkládány do nástupu liberálního papeže Pia IX. v roce 1846.
Roku 1848 vypuklo revoluční hnutí téměř v celé Itálii a v listopadu zachvátilo také Řím. Pius IX. uprchl do Neapole a v Římě byla roku 1849 vyhlášena římská republika v čele s triumvirátem (jedním z triumvirů byl Mazzini). Povstání bylo potlačeno intervencí Francouzů, Rakušanů a neapolského království. Poslední boje probíhaly na pahorku Janikulu v místě, kde dnes stojí pomník vůdce povstalců Garibaldiho. Jeho jednotky ustoupily z města, do Říma se vrátil papež a obnovil papežský stát.
Pius IX. byl přesto přívržencem reforem, zmírnil censuru, vyhlásil rozsáhlé amnestie, rozšířil práva měšťanů a také se snažil strhnout na sebe vedoucí pozici v bojích za sjednocení. Byl posledním světsky vládnoucím papežem. Za jeho pontifikátu se konal v letech 1869–1870 První vatikánský koncil, který vyhlásil dogma o neomylnosti papeže ve věcech víry.
Když Garibaldi roku 1860 dobyl Sicílii a Neapolsko, konal se plebiscit o sjednocení Itálie a o rok později bylo vyhlášeno italské království v čele se sardinským králem Viktorem Emanuelem II. Již roku 1862 se Garibaldi proti králově vůli pokusil dobýt Řím, ale neuspěl. Byl poražen, zraněn a zajat. Druhý Garibaldiho pochod na Řím v roce 1867 zmařili Francouzi. Teprve 20. září 1870 obsadily Řím královské jednotky a dobrovolníci, Viktor Emanuel II. se přestěhoval do papežského paláce na Kvirinálu (dnes prezidentský palác) a 1. července 1871 byl Řím prohlášen hlavním městem italského království.
13. května 1871 přijal italský parlament zákon o zrušení nezávislosti papeže na italském státě, což znamenalo konec světské moci papežů. Pius IX. zůstal suverénním panovníkem jen ve Vatikánu (vlastní garda, zákony, diplomatičtí zástupci) a italský stát se zavázal vyplácet mu každoročně určitou finanční částku. Papež odmítl pokus o smír, prohlásil se za zajatce a italským katolíkům zakázal účast na politickém životě pod trestem exkomunikace.
- 1922 – po Pochodu na Řím se předsedou vlády stal Benito Mussolini.
- 1929 – vznikl Vatikánský stát.
- 1946 – Itálie se stala republikou.
- 1955 – otevřen první úsek metra
- 1960 – 17. Letní olympijské hry v Římě
- 1962–1965 – Druhý vatikánský koncil v Římě
- 1980 – staré město a Vatikán se staly součástí Světového dědictví UNESCO